# Scolecura cognata
Espèce
Scolecura cognata est une espèce d'araignées aranéomorphes de la famille des Linyphiidae.

## Distribution
Cette espèce est endémique du département de Magdalena en Colombie,. Elle se rencontre vers 2 000 m d'altitude dans la Sierra Nevada de Santa Marta.

## Description
Les mâles mesurent de 1,55 à 1,65 mm et les femelles de 1,8 à 1,9 mm.

## Publication originale
- Millidge, 1991 : Further linyphiid spiders (Araneae) from South America. Bulletin of the American Museum of Natural History, no 205, p. 1-199 (texte intégral).